# Ledesma de la Cogolla
Ledesma de la Cogolla è un comune spagnolo di 21 abitanti situato nella comunità autonoma di La Rioja.